# Abagrotis apposita
Abagrotis apposita là một loài bướm đêm trong họ Noctuidae. Loài này được tìm thấy ở Bắc Mỹ.
Số MONA hay Hodges của Abagrotis apposita là 11037.